# 中村保男
中村 保男（なかむら やすお、1931年12月21日 - 2008年12月9日）は日本の翻訳家、作家。

## 人物
東京府生まれ。1955年東京大学文学部英文科卒業、1958年同大学院修士課程修了。在野の福田恆存に師事し、1957年福田を中心に沼沢洽治、谷田貝常夫、横山恵一と読書会「蔦の会」を結成する。
初期の訳書では、福田と共訳のコリン・ウィルソン『アウトサイダー』（1957年）、G・K・チェスタートン「ブラウン神父シリーズ」（1959 - 1961年）が代表的である。単独では伝記の『フランクリン』（R・バーリンゲーム、時事通信社、1956年）、小説の『苦力』（マルク・ラジ・アナンド、新潮社、1957年）などが挙げられる。1960年代から1990年代にかけて安定したペースで翻訳を継続し、訳書の総計はフィクション（主にSFとミステリー）だけで100を超える。シルヴァーバーグ『時間線を遡って』、J・G・バラード『燃える世界』、パングボーン『オブザーバーの鏡』など、創元推理文庫SF部門の初期を飾る名作SF群を手がけた。
ミステリーでは前述した「ブラウン神父シリーズ」を初め、フレドリック・ブラウン、ハドリー・チェイス（en）、ピーター・ラヴゼイ等がある。小説以外の翻訳としてはオルダス・ハクスレー『永遠の哲学』（平河出版、1988年）やコリン・ウィルソンによる複数の思想書などがある。
著書としては、主に英語と翻訳に関するものが約20冊ある。中・高校生向の『英語なぞなぞ集』、一般向けの『翻訳の技術』、専門家向けの『翻訳の秘訣』など。
翻訳業と併行し、立教大学、慶應義塾大学、早稲田大学、白鷗大学などで大学講師として働いた。
2008年12月9日、埼玉県さいたま市の病院にて肺炎により死去。76歳没。

## 著書
- 『翻訳の技術』（中公新書） 1973年
- 『楽しむ英語』（中公新書） 1975年
- 『言葉は生きている』（聖文社） 1978年
- 『イメージとしての英語 - 超辞書的英語征服術』（日本翻訳家養成センター、Babel双書） 1981年
- 『翻訳の秘訣 - 理論と実践』（新潮選書） 1982年
- 『ユーモア辞典』（中央公論社、C books） 1982年
- 『翻訳はどこまで可能か』（ジャパンタイムズ） 1983年
- 『実用英語サクセス和英表現辞典』（日本英語教育協会） 1985年
- 『英訳日本語らしい表現660』（日本英語教育協会） 1986年
- 『英語なぞなぞ集』（岩波ジュニア新書） 1987年
- 『名訳と誤訳』（講談社現代新書） 1989年
- 『現代翻訳考- 超訳・名訳・誤訳を読む』（ジャパンタイムズ） 1992年
- 『続・英和翻訳表現辞典』（研究社出版） 1994年
- 『中村保男の使えますか、この英語』（研究社出版） 1995年
- 『日英類義語表現辞典』（三省堂） 1998年
- 『創造する翻訳 - ことばの限界に挑む』（研究社出版） 2001年
- 『英和翻訳の原理・技法』（日外アソシエーツ） 2003年
- 『絶対の探求 - 福田恆存の軌跡』（麗澤大学出版会） 2003年

### 共著
- 『英和翻訳表現辞典』1 - 3（谷田貝常夫共著、研究社出版） 1978 - 1982年
- 『「大学入試」英語長文要約法』（谷田貝常夫共著、三省堂） 1994年

## 主な翻訳

### ミステリー
- チェスタートン
「ブラウン神父」シリーズ（福田恆存共訳、のちに中村保男訳名義、東京創元社、創元推理文庫）
『ブラウン神父の童心』 1959年
『ブラウン神父の不信』 1959年
『ブラウン神父の知恵』 1960年
『ブラウン神父の秘密』 1961年
『ブラウン神父の醜聞』 1961年
『奇商クラブ』（福田恆存訳名義、東京創元社、世界推理小説全集） 1959年、のち中村保男訳名義、創元推理文庫 1977年
『詩人と狂人たち』（福田恆存訳名義、東京創元社、世界推理小説全集33） 1957年、のち国書刊行会、世界幻想文学大系12 1976年（福田恆存訳とされているが実質は中村保男訳）、のち中村保男訳名義、創元推理文庫 1977年
『ポンド氏の逆説』（福田恆存訳名義、東京創元社、世界推理小説全集56） 1959年、のち中村保男訳名義、創元推理文庫 1977年
- 『第二の男』（エドワード・グリアスン、福田恆存と共訳、東京創元社、現代推理小説全集10）1957年
- 『リトモア少年誘拐』（ヘンリー・ウェイド、東京創元社、クライム・クラブ5） 1958年、のち創元推理文庫
- 『モーテルの女』（フレドリック・ブラウン、東京創元社、創元推理文庫） 1975年
- 『裁判』上・下（V・ビューグリオシー、創林社） 1979年
- 『ソフト・センター』（ハドリー・チェイス、東京創元社、創元推理文庫） 1976年
- 『キーストン警官』（ピーター・ラブゼイ、早川書房、ハヤカワ・ミステリ文庫） 1985年
- 『ロケーションの女』（ハワード・エンゲル、早川書房、ハヤカワ・ミステリ文庫） 1986年
- 『殿下と七つの死体』（ピーター・ラブゼイ、早川書房、ハヤカワ・ミステリ文庫） 1991年

### SF
特記せぬ場合は東京創元社、のち創元推理文庫（一部はのちに創元SF文庫へ）
- 『スポンサーから一言』（フレドリック・ブラウン、東京創元社） 1961年、のち文庫
- 『明日プラスx』（ウィルスン・タッカー、創元推理文庫） 1965年
- 『非Aの世界』（ヴァン・ヴォークト） 1966年
- 『宇宙の一匹狼』（フレドリック・ブラウン） 1966年
- 『死の世界』1 - 3（ハリー・ハリスン） 1967 - 1969年
- 『オブザーバーの鏡』（エドガー・パングボーン） 1967年
- 『結晶世界』（J・G・バラード） 1969年
- 『宇宙をぼくの手の上に』（フレドリック・ブラウン） 1969年
- 『燃える世界』（J・G・バラード） 1970年
- 『ウィリアム・テン短編集』1 - 2（ウィリアム・テン（en）） 1973年
- 『年刊SF傑作選 1』（ジュディス・メリル編） 1976年
- 『1985年』（アンソニー・バージェス、サンリオ） 1979年

### コリン・ウィルソン
- 『ガラスの檻』（新潮社） 1967年
- 『夢見る力 - 文学と想像力』（竹内書店） 1968年
- 『オカルト』上・下（新潮社） 1973年
- 『黒い部屋』（新潮社） 1973年
- 『純粋殺人者の世界』（新潮社） 1974年
- 『新時代の文学』（福村出版） 1976年
- 『宇宙ヴァンパイアー』（新潮社） 1977年
- 『賢者の石』（東京創元社、創元推理文庫SF） 1982年
- 『フランケンシュタインの城 - 意識のメカニズム』（平河出版社） 1984年
- 『ルドルフ・シュタイナー - その人物とビジョン』（河出書房新社） 1986年
- 『コリン・ウィルソン評論集 - 新楽観主義を求めて』（扶桑社） 1987年
- 『現代の魔術師 - クローリー伝』（河出書房新社） 1988年
- 『コリン・ウィルソンのすべて - 自伝』上・下（河出書房新社） 2005年

### その他のフィクション
- 『苦力』（マルク・ラジ・アナンド、新潮社） 1957年
- 『ホロコースト』上・下（ジェラルド・グリーン、パシフィカ） 1978年
- 『癒されぬ傷』（リー・グルーエンフェルド、TBSブリタニカ） 1994年
- 『エイリアニスト』（ケイレブ・カー、早川書房、ハヤカワ文庫NV） 1995年
- 『少年ピーターのささやかな冒険』（エリック・クラフト、新潮社、新潮・現代世界の文学） 1997年
- 『ロス・アラモス運命の閃光』上・下（ジョゼフ・キャノン、早川書房、ハヤカワ文庫NV） 1998年
- 『再開』（エリザベス・リチャーズ、飛鳥新社） 1998年
- 『誇りへの決別』（ギャビン・ライアル、早川書房、ハヤカワ文庫NV） 2000年

### その他のノンフィクション
- 『フランクリン』（R・バーリンゲーム、時事通信社） 1956年
- 『空想動物園 - 神話・伝説・寓話の中の動物たち』（A・S・マーカタンテ、文化放送） 1976年
- 『冒険の文学 - 西洋世界における冒険の変遷』（ポール・ツヴァイク、文化放送開発センター出版部） 1976年、のち法政大学出版局、教養選書 1990年
- 『ブレザレン - アメリカ最高裁の男たち』（ボブ・ウッドワード、TBSブリタニカ） 1981年
- 『ベルリッツの世界言葉百科』（チャールズ・ベルリッツ、新潮社、新潮選書） 1983年
- 『サイエンス・アドベンチャー』上・下（カール・セーガン、新潮社、新潮選書） 1986年
- 『永遠の哲学 - 究極のリアリティ』（オルダス・ハクスレー、平河出版社） 1988年
- 『教養が、国をつくる。アメリカ建て直し教育論』（E・D・ハーシュ、TBSブリタニカ） 1989年
- 『男らしさの心理学』（ロバート・ムーア、ジャパンタイムズ） 1993年
- 『アメリカ教養辞典』（E・D・ハーシュ、川成洋共訳（監訳）、丸善） 1997年
- 『はじめての死体解剖 - 医学部新入生の16週間』（A・H・カーター、飛鳥新社） 1999年

## 主要参考文献
- 『翻訳の技術』（1979年第8刷）
- 『翻訳の秘訣』（初版）

## 脚註
1. ↑  「アウトサイダー」など翻訳、中村保男さん死去 朝日新聞 2008年12月9日閲覧